# Братский (Лабинский район)
Братский — посёлок в Лабинском районе Краснодарского края. Входит в Первосинюхинское сельское поселение.
Расположен на реке Синюха в 5 км к северу от хутора Первая Синюха, в 26 км к востоку от Лабинска и в 32 км к югу от Армавира.

## Население
| 2002 | 2010 |
| ---- | ---- |
| 15   | ↘6   |